# Asterozoa
Asterozoa er en underrække i rækken pighuder. Underrækkens karakteristika omfatter en stjerneformet krop. Underrækken omfatter de to klasser Asteroidea (søstjerner og ophiuroidea (slangestjerner) og den uddøde klasse Somasteroidea.
| Biologi | Spire Denne artikel om biologi er en spire som bør udbygges. Du er velkommen til at hjælpe Wikipedia ved at udvide den. |